# کوه عشق (فیلم)
کوه عشق (به هندی: Prem Parbat) فیلمی محصول سال ۱۹۷۳ و به کارگردانی وید رهی است. در این فیلم بازیگرانی همچون ساتیش کائول، هما مالینی، ریحانه سلطان، نانا پالشیکار ایفای نقش کرده‌اند.